# Tell Me (You're Coming Back)
"Tell Me (You're Coming Back)" er en sang fra det engelske rock ‘n’ roll band The Rolling Stones, og er fra deres 1964 album The Rolling Stones, (I USA: England's Newest Hit Makers). Den blev senere udgivet som single, men kun i USA. Det var den første Jagger/Richards sang, der blev udgivet som single.

## Sangen
Skrevet af sangeren Mick Jagger og guitaristen Keith Richards er ”Tell Me” en pop ballade, og stødte sammen med bandets voksende image som et R&B/blues band. Richie Unterberger sagde i sin anmeldelse af sangen: " Det skal fremhæves, at The Rolling Stones, selv i 1964, var mere alsidige og åbne overfor ikke-blues musik end der er blevet anerkendt af kritikerne . " The Stones havde allerede coveret The Beatles "I Wanna Be Your Man", ligesom Buddy Hollys "Not Fade Away", disse to havde været deres tidligere singler.
Om sangen sagde Jagger i et interview fra 1995 med Rolling Stone:”… det er meget anderledes end at lave disse R&B covers fra Marvin Gaye, og alt det der. Der er en absolut følelse omkring det. Det er en pop sang, som modsætning til alle de blues sange og Motown covers, som alle lavede på det tidspunkt ."
Sangens tekst giver et flygtig blik på et ødelagt forhold, og viser sangerens forsøg på at få sine følelser tilbage for sin elskede: 
| Citat | I want you back again, I want your love again; I know you find it hard to reason with me; But this time it's different, darling you'll see | Citat |
|       | |       |

| Citat | You said we're through before; You walked out on me before; I tried to tell you, but you didn't want to know; This time you're different and determined to go | Citat |
|       | |       |

Om tekster sagde Unterberger:”  Når de (Jagger og Richards) begynder at skrive sange, plejede de normalt ikke at gå væk fra blues genrerne men overrasker tit med excentrisk, langsomme, beatmusisk lignende pop numre... 'Tell Me' var meget akustisk baseret, med en trist, næsten nedslået stemning. Efter stille linjer med enden på en kærlighedsaffære, begynder tempoet og melodien begge at lysne .”

## Indspilning og udgivelse
Indspilningerne foregik i London den 3. februar, 1964. Om indspilningen sagde Jagger:” Keith spillede en 12- strengede og sang i ind den samme mikrofon som den 12- strengede. Vi indspillede den i dette lille bitte studie i West End, London, kaldet Regent Sound, hvilket var et demo studie. Jeg tror, at det meste at det album blev indspillet det .”
Richards sagde i et interview fra 1971 med Rolling Stone:” ”Tell Me”, der var ude som single i Amerika.. var en dub. Halvdelen af disse numre var dubs på det første album… Jeg lagde bass lyden på eller Bill var der, og han spillede bass. ”Lad os sætte det ind mens vi husker det”, og den næste ting vi ved er:” Åh, se nummer 8 er færdig, det gjorde vi for et par måneder siden.” så meget kontrol havde vi .”
Jagger synger, mens Richards, Brian Jones og Bill Wyman dannede koret. Richards spillede sangens akustiske guitar, mens Jones spiller den elektriske, inklusiv soloen. Derudover spiller Jones også sangens tamburin. Charlie Watts spiller trommer, og Wyman bass .
”Tell Me” blev udgivet i august, 1964, i USA. Den markerede Jagger og Richards første top 40 hit i USA. B-siden var The Stones cover af Willie Dixon sang "I Just Wanna Make Love to You". Den findes på opsamlingsalbummerne Big Hits (High Tide and Green Grass), More Hot Rocks (Big Hits & Fazed Cookies), og Singles Collection: The London Years.

### Fodnote
1. 1 2  http://wm01.allmusic.com/cg/amg.dll?p=amg&token=&sql=33:fifyxqtdld0e (Webside+ikke+længere+tilgængelig)
2. 1 2 3  Tell Me
3. ↑  Tell Me (You're Coming Back) by The Rolling Stones Songfacts